# Ochthebius corsicus
Ochthebius corsicus är en skalbaggsart som beskrevs av Sainte-claire Deville 1908. Ochthebius corsicus ingår i släktet Ochthebius och familjen vattenbrynsbaggar. Inga underarter finns listade i Catalogue of Life.